# سیارک ۲۱۶۲۲
سیارک ۲۱۶۲۲ (به انگلیسی: 21622 Victorshia، نامگذاری:1999LV22) بیست و یک هزار و ششصد و بیست و دومین سیارک کشف شده‌است که در ۹ ژوئن ۱۹۹۹ کشف شد.
قدر مطلق سیارک برابر ۱۲.۹ است.